# Kruimeltje (strip)
Kruimeltje is een stripverhaal getekend door Dick Matena, gebaseerd op het gelijknamige kinderboek van Chris van Abkoude. Het verscheen eind 1988 en begin 1989 als vervolgverhaal in de Donald Duck en werd hierna als album uitgegeven.

## Samenvatting
De strip volgt het oorspronkelijke verhaal vrij nauwkeurig. Een belangrijk verschil in de chronologie is echter dat Kruimeltje in de strip al helemaal aan het begin van het verhaal wordt aangereden door de limousine die later van zijn eigen moeder – die hem vervolgens bij haar thuis verpleegt – blijkt te zijn. Vervolgens wordt de hele voorgeschiedenis verteld als flashback, totdat het verhaal weer bij hetzelfde punt (de aanrijding) is, waarna er wordt overgeschakeld naar Wilkes die dan in de Verenigde Staten is om Kruimeltjes vader te zoeken.